# Велимир Вемић
Велимир Вемић (1870 – након 1938) био је српски официр. Осуђен је на 20 година затвора на Солунском суђењу 1917. године због учешћа у Црној руци, и улоге у атентату на краља Александра Обреновића и његову супругу Драгу Машин, као и за испаљивање првог метка.

## У Балканским ратовима
У Балканским ратовима (1912-1913) служио је као коњички официр у чину мајора. Велику пажњу јавности привукао је када је за време првог балканског рата без суђења убио једног војника из своје јединице. Пошто против Вемића није благовремено покренут судски поступак, социјалдемократски посланици Драгиша Лапчевић и Триша Кацлеровић поднели су почетком јуна 1913. интерпелацију министру војном, захтевајући одговарајућу казну за овај злочин. С тим у вези су и „Радничке новине" од 11 (24) јуна 1913. објавиле чланак Убијање војника. Када је Вшпи војни суд осудио Вемића на 10 месеци затвора, неки буржоаски листови устали су у његову одбрану. То је био повод Димитрију Туцовићу да у „Радничким новинама" од 7 (20) новембра 1913. објави чланак Убијање војника.

## Успомене и дневник
Када је новинар Луиђи Албертини писао своје истраживање о пореклу Првог светског рата 1930-их, многи учесници су још били живи да би били интервјуисани о њиховим сећањима на те трагичне тренутке. Он је у новембру 1937. испитивао преживеле припаднике Црне руке Велимира Вемића, Чедомира А. Поповића, Владимира Туцовића и Божина Симића о догађајима у првим деценијама 20. века. По њима, апсолутно је лажно оно што је британски историчар Роберт Ситон-Вотсон о Црној руци написао да је она „фаворизирала уступке Бугарима“. У ствари, Црна рука се оштро противила било каквој врсти уступака.
Дневник Велимира Вемића један је од ретких примарних извора догађаја који су се одиграли током Мајског преврата 1903. године до убиства надвојводе Франца Фердинанда у Сарајеву 1914. године.